# Chinchilla
De chinchilla (Chinchilla laniger) is een knaagdier uit het geslacht van de chinchilla’s, dat veel gefokt wordt om zijn pels.

## Oorsprong
De chinchilla leefde oorspronkelijk in Chili en Peru in het Andesgebergte in Zuid-Amerika. In de 17e eeuw ontdekten de Spaanse kolonisten het dier en zijn bijzondere vacht. De pelzen werden massaal naar Europa verscheept. In de 19e eeuw was het tezamen met koffie het belangrijkste exportproduct van Zuid-Amerika. Rond 1910 waren de chinchilla’s in het wild zo goed als uitgestorven.

## Algemeen
- Lichaamslengte: 22–23 cm[2]
- Staartlengte: 13–18 cm
- Oorlengte: 4–6 cm
- Oorbreedte: 3–4 cm
- Snorhaarlengte: 10–13 cm
- Gewicht: 450-850 gram
- Lichaamstemperatuur: 37 °C
- Gemiddelde levensverwachting: 10-15 jaar (minimaal 8 en maximaal 20 jaar)

De chinchilla is bekend vanwege zijn pluizige staart en zachte en dichte vacht: er groeien 40 tot 120 haren uit elke haarwortel. De dieren kunnen verschillende kleuren hebben: grijs, beige, wit, bruin en zwart. Een combinatie van kleuren en tinten is mogelijk. Chinchilla's verzorgen hun vacht door te baden in zand. Hierdoor worden vuil en vet uit de vacht verwijderd. De snorharen van de chinchilla kunnen tot een derde van de lichaamslengte van het dier zelf bereiken.
Chinchilla’s zijn groepsdieren. Het wordt daarom aangeraden om chinchilla’s in gevangenschap in groepen te houden. Het samenhouden van alleen vrouwtjes of alleen mannetjes is geen probleem. Als men meer dan één bokje bij vrouwtjes zet, leidt dit echter tot ruzie onder de bokjes met mogelijk de dood tot gevolg.
Chinchilla’s zijn behendige klauteraars. Hierbij kan het weleens voorkomen dat er botbreuken ontstaan door een val. Simpele botbreuken genezen snel bij deze dieren.
Chinchilla’s kunnen verschillende geluiden maken. In de dagelijkse omgang kunnen ze zacht piepen of knorren. Wanneer er gevaar dreigt, kan een chinchilla ook blaffen om de rest van de groep te waarschuwen. Als een chinchilla kwaad is, gaat hij recht op staan, gromt en zal de potentiële belager besproeien met zijn urine.
De pels van een chinchilla is kwetsbaar, en heeft verzorging nodig. Een chinchilla in gevangenschap kan zelf zijn pels verzorgen, mits hij een zandbad ter beschikking heeft.
Dat zandbad dient hij iedere dag minstens een uur te gebruiken. Het is het beste voor de chinchilla als het bad constant in de kooi gelaten wordt, mits het zand elke dag gezeefd wordt. Indien de chinchilla geen bad ter beschikking heeft, kan hij z’n vacht niet schoonmaken.

## Kleuren
Er bestaan tal van kleuren bij chinchilla’s. Hier staan de belangrijkste op een rijtje:
- Standaard: wildkleur, grijs met witte buik en witte pootjes, heeft donkere oren en donkere ogen
- Beige: licht grijsbruine chinchilla met witte buik, rode ogen en roze oren. Er bestaan drie soorten beige: de homozygoot beige chinchilla is lichter van vacht en heeft fellere rode ogen dan de heterozygoot beige.
- Mozaïek: overwegend wit met grijze/bruine/beige vlekken, rode of zwarte ogen
- Pink white: ten onrechte albino genoemd, geheel witte chinchilla, roze oren en rode ogen
- Abricot: witte chin met beige kleurschakeringen, rode ogen en roze oren
- Violet: recessieve mutatie, de chinchilla is grijs met een paarse gloed, zwarte ogen en violetachtige oren
- Saffier: recessieve mutatie, grijze chinchilla met blauwe gloed, zwarte ogen, blauwachtige oren

Alle bovenstaande kleuren hebben een witte buik.
Soms kunnen deze patronen samenhangen met een bepaald vachtpatroon, deze patronen kunnen ebony, velvet en bont zijn.
- Ebony: als een chinchilla ebony is, bedoelt men dat de buik dezelfde kleur heeft als de rest van het lichaam, er bestaan white ebony’s, brown ebony’s, black ebony’s, violet ebony’s, ...
- Velvet: een velvetchinchilla heeft een witte buik maar duidelijke donkere strepen op zijn voorpootjes, die al sinds zijn geboorte aanwezig zijn. Velvets hebben ook een ‘masker’ op hun kop en rug. Dat masker is eigenlijk een donkerdere vacht.
- Bont: genetisch gezien zijn bonte chinchilla’s gelijk aan mozaïek met het verschil dat de vlekken duidelijk afgelijnd zijn (in tegenstelling tot mozaïek waarbij de vlekken geleidelijk overlopen in het wit).

Een chinchilla kan ook velvet, bont en ebony tegelijkertijd zijn, maar dit is eerder zeldzaam.

## Fokken
Een vrouwtje zal op een leeftijd van vijf maanden voor het eerst bronstig zijn. Vanaf de leeftijd van 9 maanden zijn ze fokrijp, het is echter aan te raden ze pas te laten dekken als ze minimaal 12 maanden oud zijn. Wanneer een vrouwtje bronstig is, zal een mannetje dat kunnen ruiken. De draagtijd van een chinchilla is 111 dagen. Na de partus is het vrouwtje direct weer bronstig. Om te voorkomen dat ze direct opnieuw gedekt wordt, kan het bokje minimaal een week na de partus gescheiden van het vrouwtje gehouden worden. De vader neemt echter een deel van de opvoeding op zich, en is een grote hulp voor de moeder en de jongen. Daarom kiezen sommigen ervoor om hem tijdens de dracht te laten castreren. Het is ook aan te raden om het zandbadje korte tijd uit de kooi te halen. Een week na de partus mag de chinchilla het zandbadje terug hebben. De zoogtijd is minimaal 8 weken, maar de jongen mogen pas weg met 12 weken. Als men de jongen wil houden, moeten de mannelijke ‘familieleden’ gecastreerd worden. Er mogen ook geen meerdere bokjes bij een of meerdere vrouwtjes zitten, tenzij ze in familie gehouden worden.
Wanneer men gaat kweken met chinchilla’s moet men op de letale factor letten omdat dit het vrouwtje in levensgevaar kan brengen en/of tot misvormde kleintjes kan leiden. De letale factor ontstaat wanneer 2 witte of 2 velvetchinchilla’s paren, daarom de vuistregel: wit × wit of velvet × velvet = FOUT.

## Voeding
De chinchilla is een herbivoor. Chinchilla’s in de vrije natuur eten voornamelijk dorre grassen, kruiden en struiken. Chinchilla’s mogen geen suiker, vet of vochtige bestanddelen eten omdat hun darmstelsel daarvan van streek kan raken. In tegenstelling tot andere knaagdieren, is de chinchilla geen graan- of zaadeter. In de dierenspeciaalzaak kan men speciaal chinchillavoer kopen, met droge ingrediënten en extra vitaminen en mineralen. Voer dat enkel uit pellets bestaat, verdient de voorkeur. Chinchillavoer met verschillende stukjes erin is te vet- en suikerrijk en zelfs giftig voor de chinchilla.
Een belangrijk onderdeel in de voeding is dagelijks vers en droog hooi. Dit hooi heeft een belangrijke functie bij het slijten van de kiezen en dringt de risico's op gebitsproblemen terug. Hooi beslaat ten minste 60% van de voedselbehoefte.
Net als andere knaagdieren eet de chinchilla af en toe zijn eigen uitwerpselen. Tijdens de spijsvertering in het darmkanaal ontstaat vitamine B12. Door het eten van de ontlasting krijgen ze die vitamine binnen.
Als snoepje of tussendoortje kan men met mate de chinchilla stukjes gedroogde appel of wortel geven.
Kalk nemen chinchilla's op door aan kalksteen te knagen. Erg kleine ontlastingskeuteltjes duiden op verstopping, om dit te verhelpen kan af en toe een rozijn gegeven worden. Chinchilla’s kunnen niet zonder water.

## Gedrag
De dieren komen tijdens schemer en dageraad tevoorschijn om nog even lekker in de zon te kunnen liggen. ’s Nachts gebruikt het dier zijn snorharen om de weg in het donker te kunnen vinden. Ze kunnen hun snorharen gebruiken om vast te stellen of de kloven wijd genoeg zijn om doorheen te kruipen. Indien de snorharen niet buigen, zal de chinchilla niet blijven steken.
Er wordt gezegd dat de vrouwtjes de mannetjes domineren. Hoewel vele bronnen verklaren dat chinchilla’s monogaam zijn, is daarvoor weinig bewijs. Deze dieren leven in kolonies die van klein, met enkele individuen, naar groot, met een honderd of meer kunnen variëren.
C. brevicaudata zou vele geluiden kunnen maken. Ze geven een lange waarschuwingskreet (die lijkt veel op fluiten en die de groep waarschuwt voor gevaar), zij maken een laag geluid wanneer ze paren en ze kunnen sissen en spugen als ze agressief zijn. Bedreigingen omvatten ook gegrom, het knarsen van tanden en het met urine ondersproeien van vijanden.

## Afbeeldingen

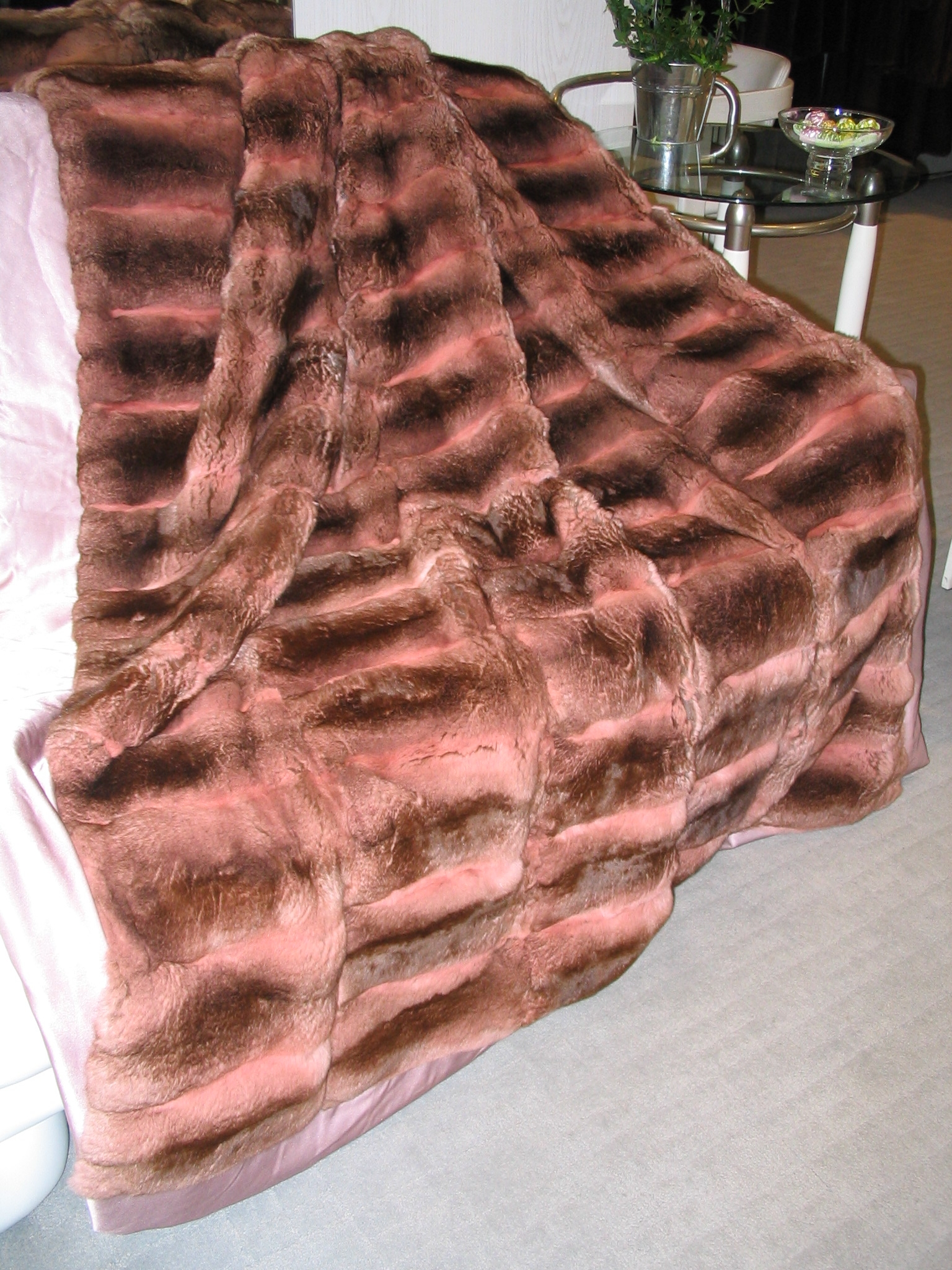
Plaid van chinchillabont
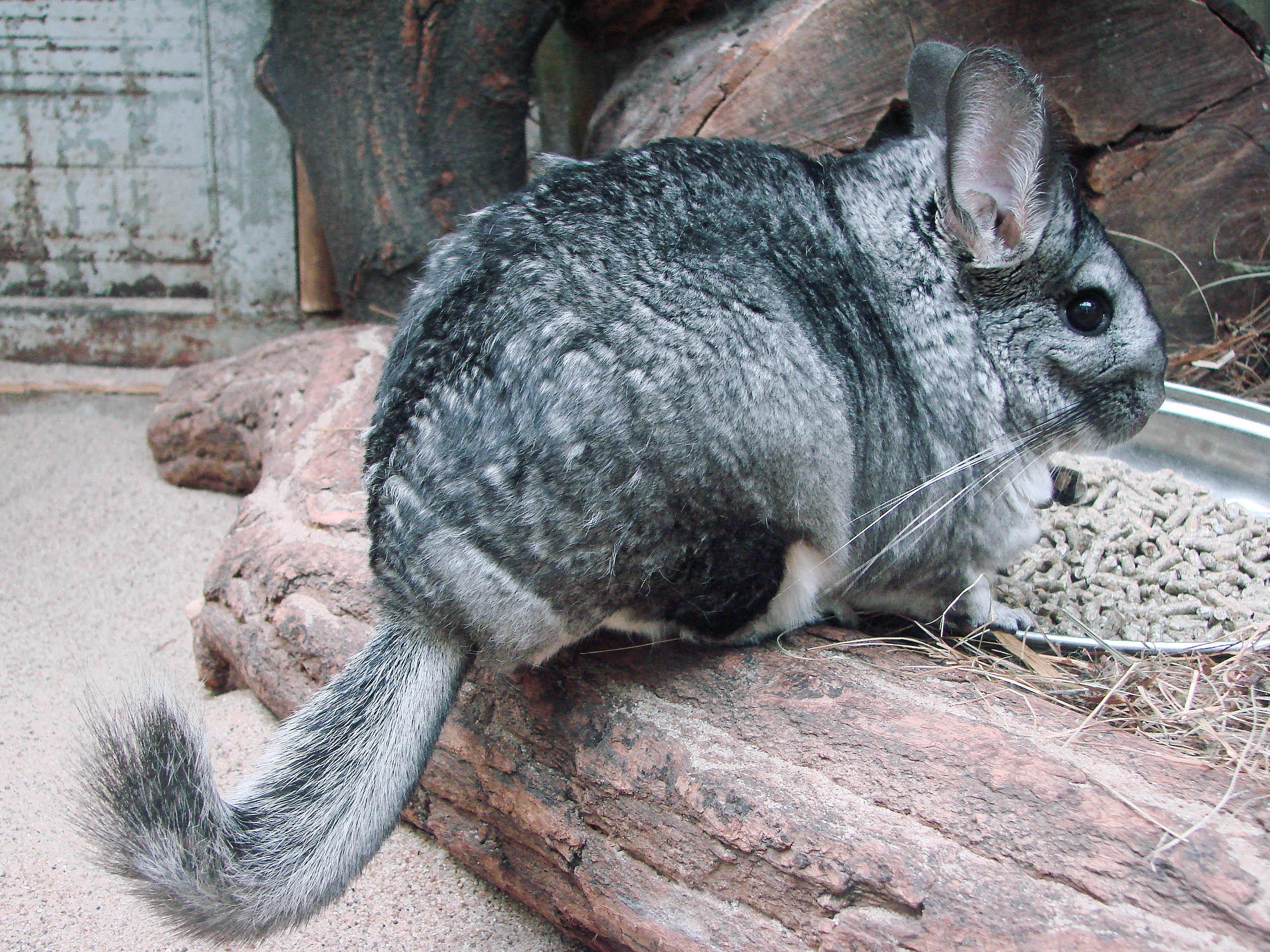
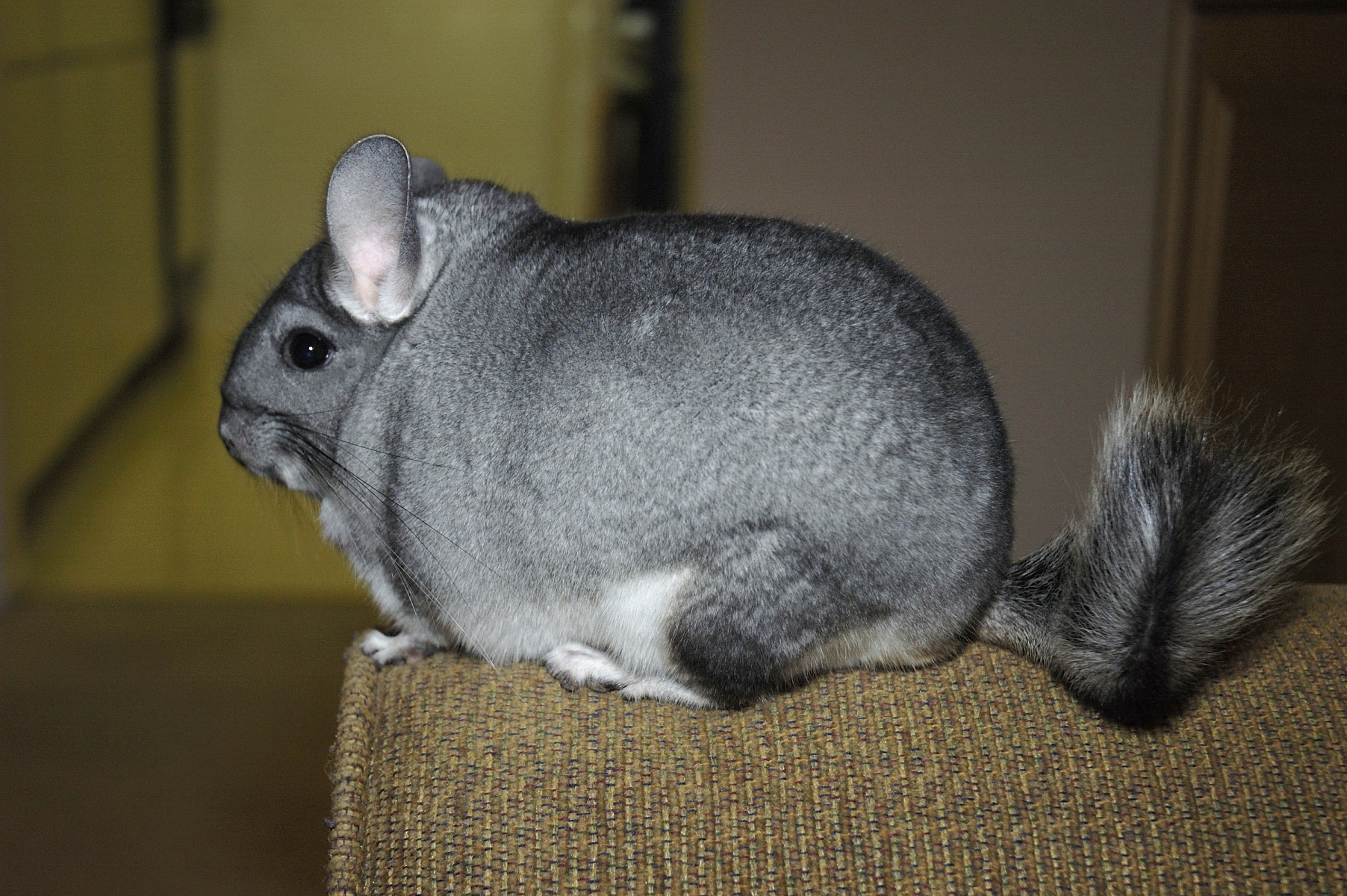
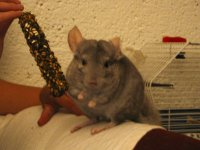
Een brown ebony chinchilla met een snoepstengel, speciaal voor chinchilla's